# 押村高
押村 高（おしむら たかし、1956年 - ）は、日本の政治学者・国際関係研究者。専門は、政治思想史・国際関係思想史・フランス政治。学位は、博士（政治学）（早稲田大学・論文博士・1997年）。青山学院大学国際政治経済学部国際政治学科教授。

## 経歴
出生から修学期
1956年、東京都で生まれた。早稲田大学政治経済学部経済学科で学び、卒業。早稲田大学大学院政治学研究科に進み、1984年に博士課程を修了。1987年、フランス政府給費留学生としてフランスへ留学。1989年、パリ第2大学（パンテオン・アサス）大学院にてDEA(Diplôme d’Etudes Approfondies、Science politique)取得。
政治学研究者として
帰国後、早稲田大学教育学部助手に採用された。パリ第二大学・パリ社会科学高等研究院客員研究員などを務め、青山学院大学国際政治経済学部専任講師に就いた。のちに助教授を経て、1998年4月より教授。2012年度より国際政治経済学部長を務めた。1997年、学位論文『モンテスキューの政治理論：自由の歴史的位相』を早稲田大学に提出して政治学博士の学位を取得。
学界では、日本政治学会理事、政治思想学会理事を務めた。

### 委員・役員ほか
- 司法試験（旧一次）出題委員

## 著書

### 単著
- 『モンテスキューの政治理論：自由の歴史的位相』早稲田大学出版部 1996
- 『国際正義の論理』講談社(講談社現代新書) 2008
- 『国際政治思想：生存・秩序・正義』勁草書房 2010
- 『国家のパラドクス：ナショナルなものの再考』法政大学出版局 2013
- 『グローバル社会の哲学：現状維持を越える論理』みすず書房 2025

### 編著
- 『帝国アメリカのイメージ：国際社会との広がるギャップ』早稲田大学出版部 2004
- 『越える：境界なき政治の予兆』風行社 2010

### 共編著
- 『ルソーとその時代』押村襄・中村三郎・林幹夫共著、玉川大学出版部 1987
- 『アクセス国際関係論』天児慧・河野勝共著、日本経済評論社 2000
- 『21世紀ヨーロッパ学：伝統的イメージを検証する』支倉寿子共著、ミネルヴァ書房 2002
- 『アクセス政治哲学』添谷育志共著、日本経済評論社 2003
- 『二〇世紀の政治理論』(藤原保信著作集 5) 谷喬夫共著、新評論 2006
- 『アクセス公共学』山脇直司共著、日本経済評論社 2010
- 『世界政治を読み解く』中山俊宏共著、ミネルヴァ書房(世界政治叢書) 2011
- 『国際政治から考える東アジア共同体』山本吉宣・羽場久美子共著、ミネルヴァ書房(青山学院大学総合研究所叢書) 2012
- 『EU・西欧 』小久保康之共著、ミネルヴァ書房(世界政治叢書) 2012

### 訳書
- 『現実主義の国際政治思想： M・ウェーバーからH・キッシンジャーまで』マイケル・J・スミス著、垣内出版 1997
- 『政治的正当性とは何か：法、道徳、責任に関する考察』J-M・クワコウ（英語版）著、藤原書店 2000
- 『国際関係思想史：論争の座標軸』イアン・クラーク, アイヴァー・B・ノイマン編、新評論 2003

### 共訳書
- 『リベラルなナショナリズムとは』タミール・ヤエル（英語版）著、高橋愛子・森分大輔・森達也訳、夏目書房 2006

### 論文
雑誌論文
- 「政治的自由論の形成過程(1)モンテスキューと共和政ローマ」『早稲田大学教育学部学術研究』33号（1984年）
- 「政治的自由論の形成過程(2)モンテスキューとフランス封建社会」『早稲田大学教育学部学術研究』34号（1985年）
- 「モンテスキューのイギリスConstitution論：いわゆる『偏見』の諸前提」『社會科學討究』32号（1986年）
- 「フランス政治学発達小史」『みすず』第32巻第8号（1990年）
- 「絶対悪としての専制：モンテスキュ―東洋的政体の論理と背理」『社會科學討究』38号（1992年）
- 「フランス政治思想史における『党派』の問題 ― J-J・ルソーとその周辺」『青山国際政経論集』29号（1994年）
- 「法の精神、あるいは立法への懐疑：モンテスキューにおける歴史の効用」『社會科學討究』40号（1994年）
- 「イデオロギーからアイデンティティへ：ナショナリズムの行方」月刊『フォーラム』第6巻11号（1995年）
- 「国家理性の系譜学」『青山国際政経論集』44号（1998年）
- 「国家の安全保障と人間の安全保障」『国際問題』530号（2004年）
- 「最強者のおののき：帝国論争から読むアメリカの背理」『思想』975号（2005年）
- 「戦争のもうひとつの語り方 ― 国際関係における反実仮想の効用」『思想』984号（2006年）
- 「介入はいかなる正義にもとづきうるか ─ 誤用と濫用を排して」『思想』993号（2007年）
- “Assessing Political Accountability in a Globalized Japan: A Politico-Philosophical Framework,” in The Aoyama Journal of International Politics, No.75, (May 2008)
- 「グローバル化と共同体論の位相転換：コスモポリタン－コミュニタリアン論争の行方」『政治思想研究』9号（2009年）
- “Framing a Regime Choice: The Changing Role of Party Discourse in Japan,” in The Aoyama Journal of International Politics, No.80, (January 2010)
- 「同盟・基地・沖縄：なぜ日本は思考停止に陥るのか」『中央公論』2011年10月号
- 「ディスコースとしての主権（上）― 知がもたらす秩序の役割と限界」『青山国際政経論集』85号（2011年）
- 「ディスコースとしての主権（下）― 主権論批判の系譜と射程」『青山国際政経論集』86号（2012年）
- 「グローバル化と正義：主体、領域、実効性における変化」『法哲学年報』（2013年）

単行本所収論文
- 「ナショナリズム」『現代の政治思想』白鳥令・佐藤正志編、東海大学出版会 1993
- 「国家体制史」『フランスの政治』奥島孝康・中村紘一編、早稲田大学出版部 1993
- 「政治の変容」『フランスの政治』奥島孝康・中村紘一編、早稲田大学出版部 1993
- 「国家理性の終焉：政治的人間を越えて」藤原保信・飯島昇藏編『西洋政治思想史2』新評論 1996
- 「歴史・文明と外交」『現代日本の国際政策』渡辺昭夫編、有斐閣 1997
- 「アジア的価値の行方：デモクラシーをめぐるアジアと西洋の対話」『アジアの21世紀』天児慧編、紀伊國屋書店 1998
- 「機構改革と民主化に向けて」『EU：21世紀の政治課題』村田良平編、勁草書房 1999
- 「ネイション」『政治概念のコンテクト』佐藤正志・添谷育志編、早稲田大学出版部 1999
- "In Defense of Asian Colors," in The Mansfield Center for Pacific Affairs, The Rule of Law: Perspectives from the Pacific Rim, (2000)
- 「Y・タミール『リベラル・ナショナリズム』」『ナショナリズム論の名著50』大澤真幸編、平凡社 2002
- 「D・ミラー『ナショナリティについて』」『ナショナリズム論の名著50』大澤真幸編、平凡社 2002
- 「PKO協力のフランス的特性」『PKO派遣の戦略的意義に関する対国内的説明』（平和・安全保障研究所 2003
- 「ディスコースとしての日米同盟：日本における安全保障とナショナルプライドの相克」『アメリカ政治外交のアナトミー』山本吉宣・武田興欣編、国際書院 2006
- 「カント・モーメント：ヨーロッパの平和実践における人間意思と理念の役割」『衝突と和解のヨーロッパ：ユーロ・グローバリズムの挑戦』大芝亮・山内進編、ミネルヴァ書房 2007
- 「民主主義と武力行使：冷戦終焉後の展開とイラク戦争による『転回』」『年報政治学2007-I 戦争と政治学』日本政治学会編、木鐸社 2007
- “The function and dysfunction of identity in an institutionalizing process: The case of Northeast Asia,”in Martina Timmermann et als.(eds), Institutionalizing Northeast Asia: Regional Steps towards Global Governance, The UNU Press, (2008)
- 「啓蒙の利害アプローチとヨーロッパの平和建設：サン・ピエールの『永久平和論』」『平和の政治思想』千葉眞編、おうふう 2009
- 「国際社会における政治的責任」斉藤純一編『人権の実現』(講座［人権論の再定位］4) 法律文化社 2010
- 「断片化するアカウンタビリティ：日本におけるグローバル化と政治的責任概念の変化」『デモクラシーとアカウンタビリティ』眞柄秀子編、風行社 2010
- 「グローバル・イシューズに対する倫理的アプローチ：行動する主体とその責任」『平和研究』36号 日本平和学会編、早稲田大学出版部2011
- 「トランスナショナル・デモクラシーはデモクラティックか：脱領域的政治における市民的忠誠の行方」『年報政治学2011-I 政治における忠誠と倫理の理念化』日本政治学会編、木鐸社 2011